# La maledicció de la flor daurada

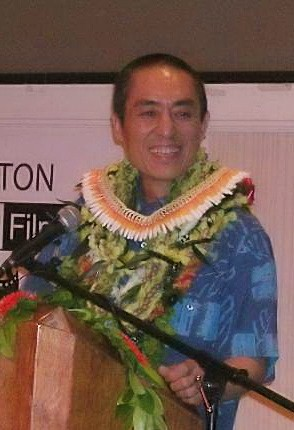
El director Zhang Yimou

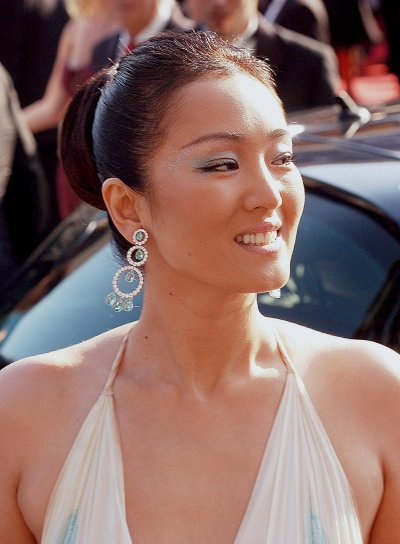
Gong Li (2007)

La maledicció de la flor daurada (en xinès simplificat: 满城尽带黄金甲; en xinès tradicional: 滿城盡帶黃金甲; en pinyin: Mǎnchéng Jìndài Huángjīnjiǎ) és una pel·lícula del 2006, de tons èpics, que va ser dirigida per Zhang Yimou, de la qual és també autor del guió que s'inspira en l'obra del dramaturg Cao Yu, traslladant l'acció a segles anteriors, encara que el rigor històric se'n ressent, tant en el guió inicial xinès (període de les "Cinc Dinasties i dels Deu Regnes") com en la versió anglesa ("Dinastia Tang"), mentre que en la versió xinesa final no s'especifica exactament la cronologia. És un dels films de més alt pressupost de la Xina: guanyadora de diversos premis.
Televisió de Catalunya la va exhibir el 28 d'agost de 2011 en llengua catalana.

## Argument
A la Xina del segle x, sota la dinastia Tang, al Palau Imperial (“la Ciutat Prohibida” de la capital d'aquesta dinastia) s'estan preparant per a un gran esdeveniment: estan en vigílies del Festival Chong Yang que se celebra el novè dia del novè mes lunar. El palau s'omple de flors daurades. El retorn inesperat de l'Emperador, acompanyat pel príncep Jai, per celebrar la festa amb la família, resulta sospitós, ja que la seva relació amb l'Emperadriu és molt freda. Durant molts anys, l'Emperadriu i el Príncep hereu Wan, el seu fillastre, han mantingut una relació amorosa, però Wan se sent atrapat i somia a fugir del palau amb la seva enamorada Chan, la filla del metge Imperial. Mentrestant, el Príncep Jai, el fill fidel, creix preocupat per la salut de l'Emperadriu i la seva obsessió pels crisantems daurats.

## Repartiment
- Yun-fat Chow (en el paper de l'emperador Ping, 大王)
- Gong (emperadriu Fènix, 王后)
- Jay chou (príncep Yuanjie, 王子元杰)
- Ye Liu (príncep Yuanxiang,太子元祥)
- Dahong Ni (metge imperial Jiang,蒋太医)
- Junjie Qin (Príncep Yuancheng, 王子元成)
- Man Li (filla del metge Jiang Chan,蔣嬋)
- Jin Chen (mare de Jiang Chan, 蒋氏)

(veu) Eunuc
Nota: els noms estan escrits seguint el model occidental de noms i cognoms.